# Љубатовци
Љубатовци су насељено мјесто на подручју града Лакташи, Република Српска, БиХ. Према попису становништва из 1991. у насељу је живјело 429 становника.

## Становништво
| Демографија | Демографија | Демографија |
| Година      | Становника  | Становника  |
| ----------- | ----------- | ----------- |
| 1948.       | 523         |             |
| 1953.       | 547         |             |
| 1961.       | 513         |             |
| 1971.       | 525         |             |
| 1981.       | 525         |             |
| 1991.       | 423         |             |